# Гребнепалые ящерицы
Гребнепалые ящерицы (лат. Acanthodactylus) — род пресмыкающихся из семейства настоящих ящериц. Родовое название происходит от греч. ακανθα — «колючка» и греч. δακτυλος — «палец».

## Описание
Общая длина представителей этого рода колеблется от 18 до 20 см, иногда встречаются особи 25 см. Туловище стройное, хвост тонкий. Цвет кожи колеблется в зависимости от места распространения, при этом преобладают серые, коричневые и оливковые цвета. Брюхо песчаной окраски, хвост имеет красный, багровый, оранжевый цвет. Особенностью представителей рода является наличие на пальцах своеобразных «гребешков», образующих подобие бахромы, позволяющей ящерицам «скользить» по песку.

## Образ жизни
Населяют песчаные места, полупустыни и пустыни. Это довольно быстрые и резвые ящерицы. Прячутся в собственных норах, а также в песчаных норах грызунов. Питаются насекомыми и другими беспозвоночными.

## Размножение
Это яйцекладущие пресмыкающиеся. Самка откладывает от 3 до 7 яиц.

## Распространение
Обитают от северной Африке до юго-западной Азии, также встречаются в юго-западной Европе.

## Классификация
На май 2019 года в род включают 42 вида:
- Acanthodactylus aegyptius Baha El Din, 2007
- Acanthodactylus ahmaddisii Werner, 2004
- Acanthodactylus arabicus Boulenger, 1918
- Acanthodactylus aureus Günther, 1903
- Acanthodactylus bedriagai Lataste, 1881
- Acanthodactylus beershebensis Moravec et al., 1999
- Acanthodactylus blanci Doumergue, 1901
- Acanthodactylus blanfordii Boulenger, 1918
- Acanthodactylus boskianus (Daudin, 1802)
- Acanthodactylus boueti Chabanaud, 1917
- Acanthodactylus busacki Salvador, 1982
- Acanthodactylus cantoris Günther, 1864 — Азиатская гребнепалая ящерица
- Acanthodactylus dumerilii (Milne-Edwards, 1829)
- Acanthodactylus erythrurus (Schinz, 1833) — Европейская гребнепалая ящерица
- Acanthodactylus felicis Arnold, 1980
- Acanthodactylus gongrorhynchatus Leviton & Anderson, 1967
- Acanthodactylus grandis Boulenger, 1909 — Гигантская гребнепалая ящерица
- Acanthodactylus guineensis (Boulenger, 1887)
- Acanthodactylus haasi Leviton & Anderson, 1967
- Acanthodactylus hardyi Haas, 1957
- Acanthodactylus harranensis Baran et al., 2005
- Acanthodactylus khamirensis Heidari et al., 2013
- Acanthodactylus lineomaculatus Duméril & Bibron, 1839
- Acanthodactylus longipes Boulenger, 1918
- Acanthodactylus maculatus (Gray, 1838)
- Acanthodactylus masirae Arnold, 1980
- Acanthodactylus micropholis Blanford, 1874 — Персидская гребнепалая ящ ерица
- Acanthodactylus nilsoni Rastegar-Pouyani, 1998
- Acanthodactylus opheodurus Arnold, 1980
- Acanthodactylus orientalis Angel, 1936
- Acanthodactylus pardalis (Lichtenstein, 1823) — Леопардовая гребнепалая ящерица
- Acanthodactylus robustus Werner, 1929
- Acanthodactylus savignyi (Audouin, 1809) — Гребнепалая ящерица Савиньи
- Acanthodactylus schmidti Haas, 1957
- Acanthodactylus schreiberi Boulenger, 1878
- Acanthodactylus scutellatus (Audouin, 1827) — Синайская гребнепалая ящерица
- Acanthodactylus senegalensis Chabanaud, 1918
- Acanthodactylus spinicauda Doumergue, 1901 — Колючехвостая гребнепалая ящерица
- Acanthodactylus taghitensis Geniez & Foucart, 1995
- Acanthodactylus tilburyi Arnold, 1986
- Acanthodactylus tristrami (Günther, 1864) — Ливанская гребнепалая ящерица
- Acanthodactylus yemenicus Salvador, 1982

## Галерея

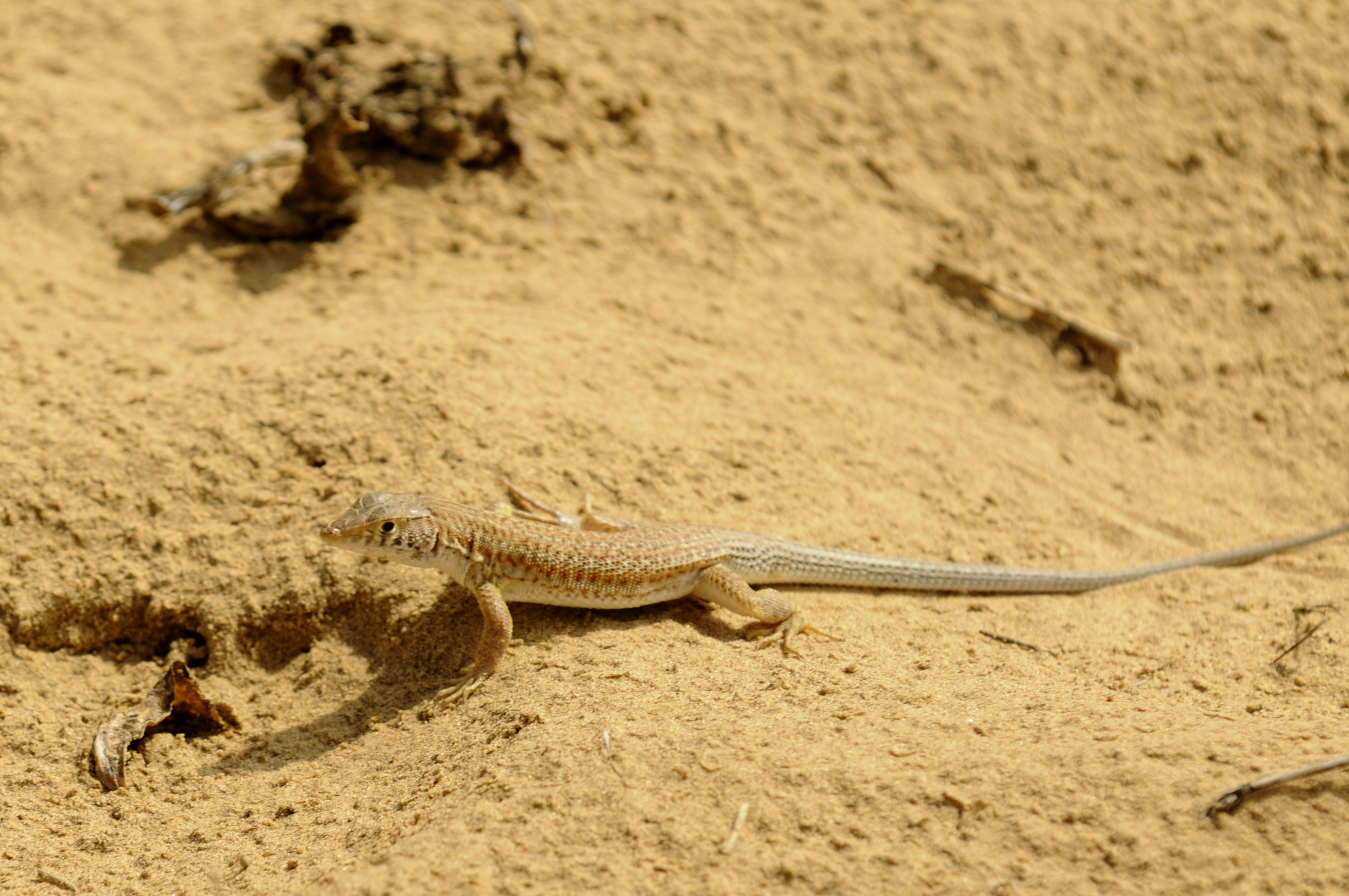
Азиатская гребнепалая ящерица
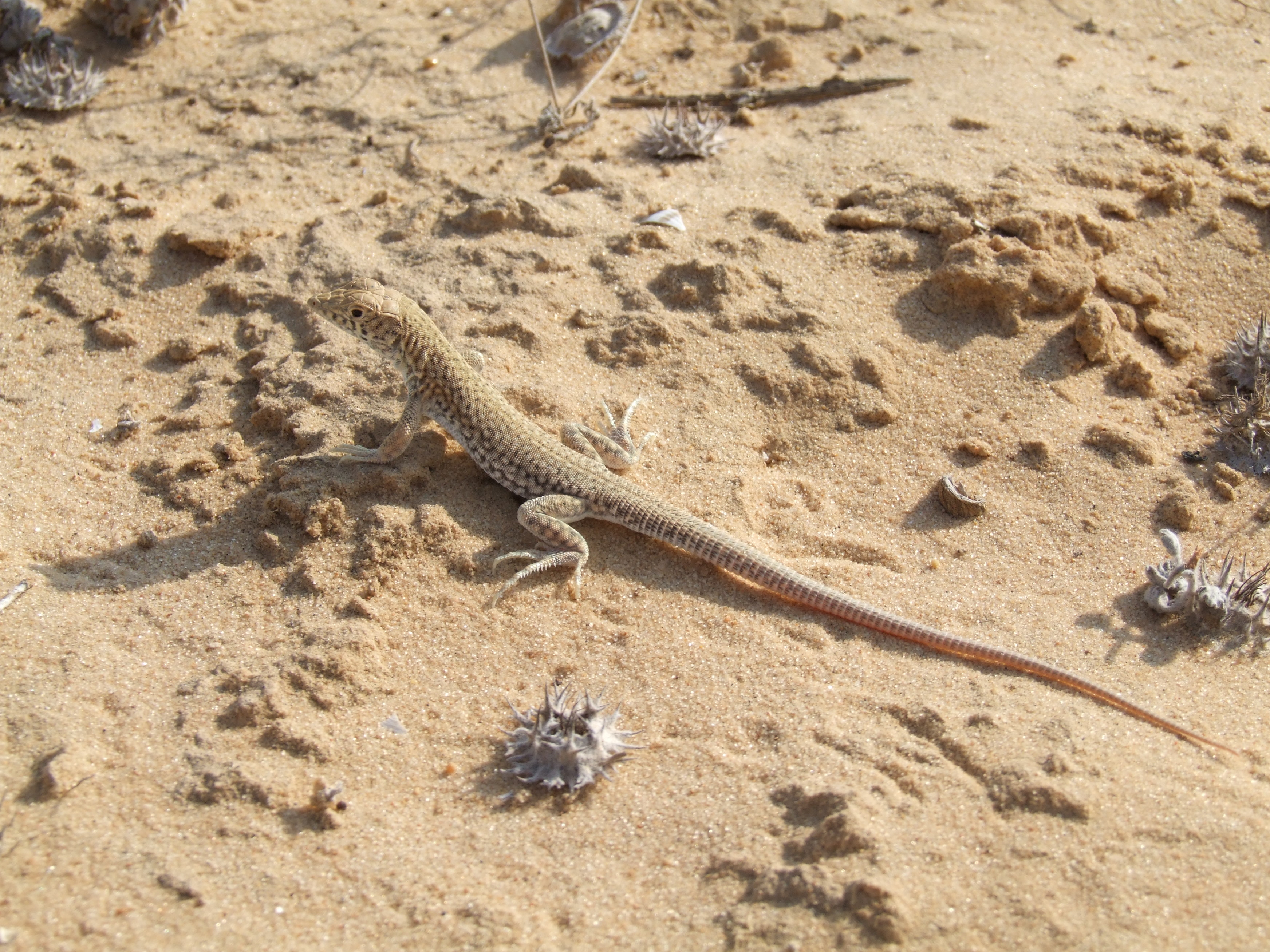
Синайская гребнепалая ящерица
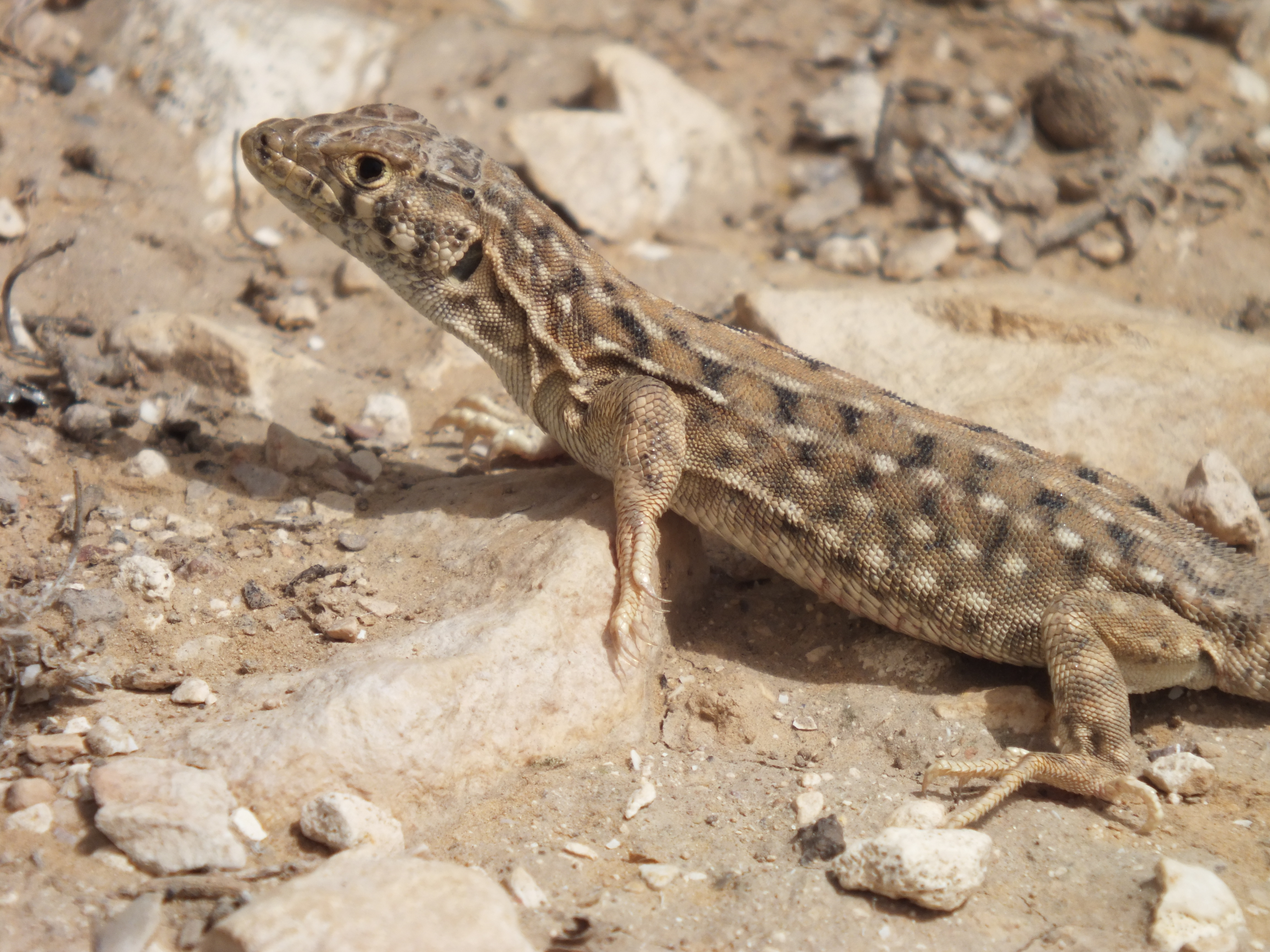
Acanthodactylus beershebensis
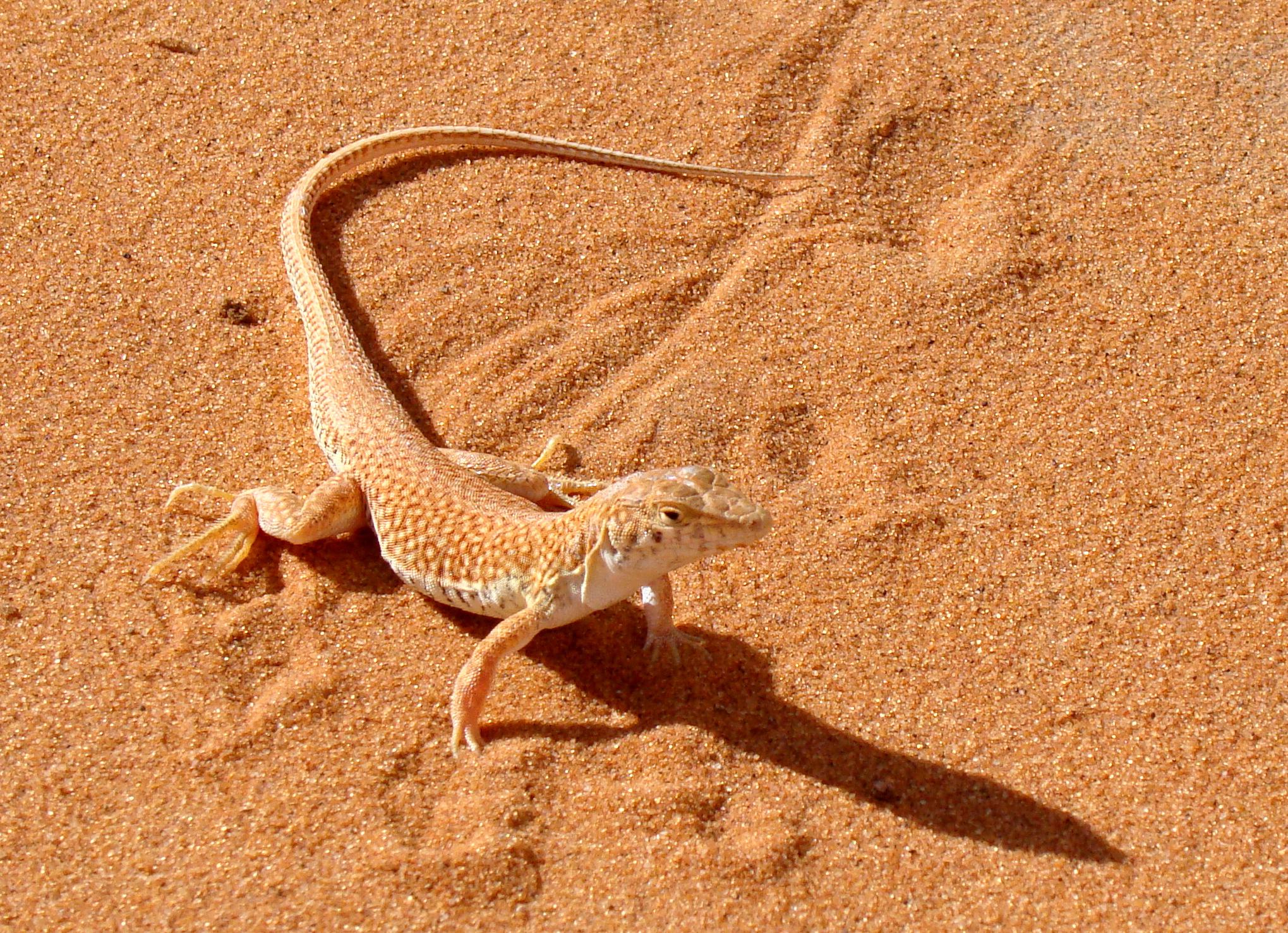
Acanthodactylus longipes
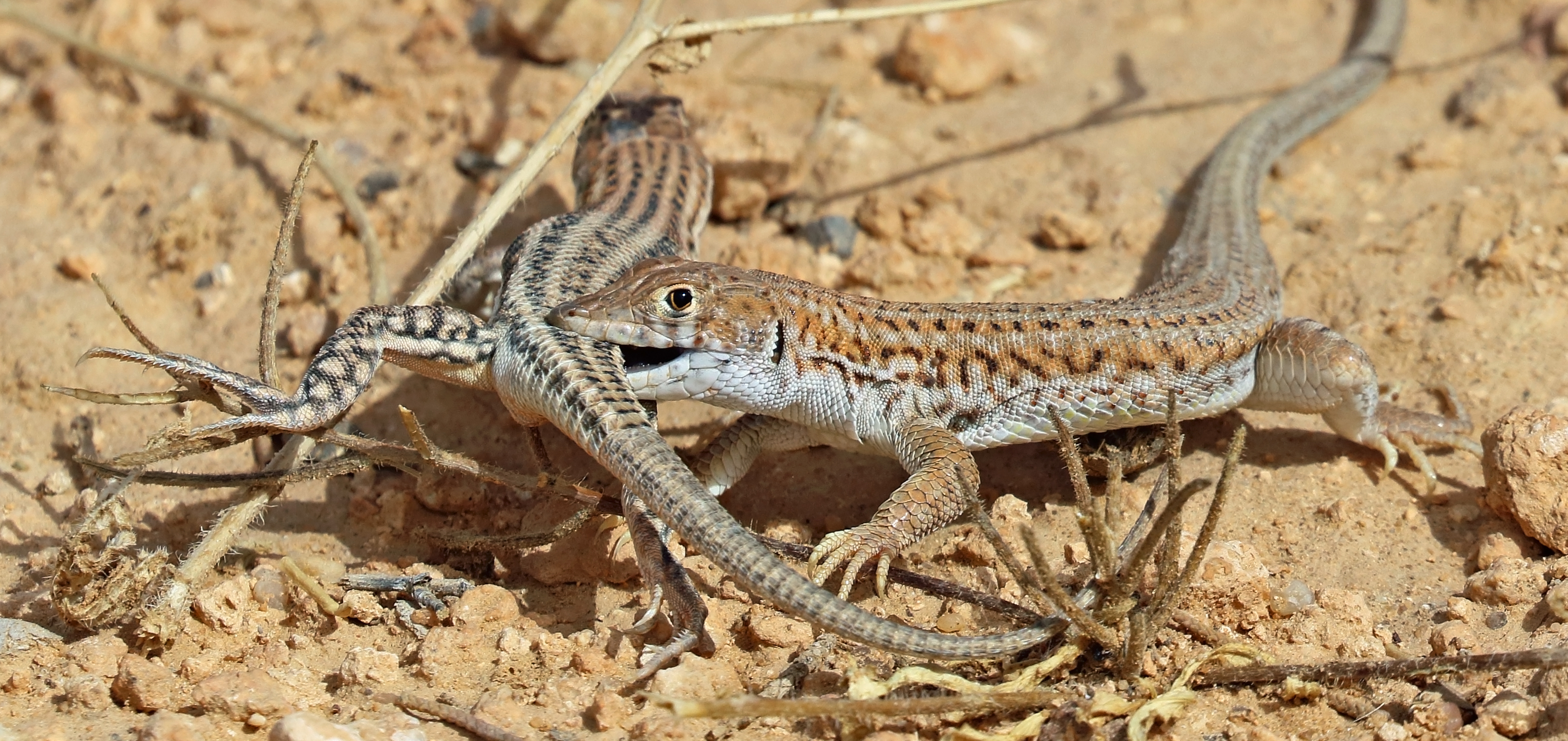
Брачные игры Acanthodactylus boskianus
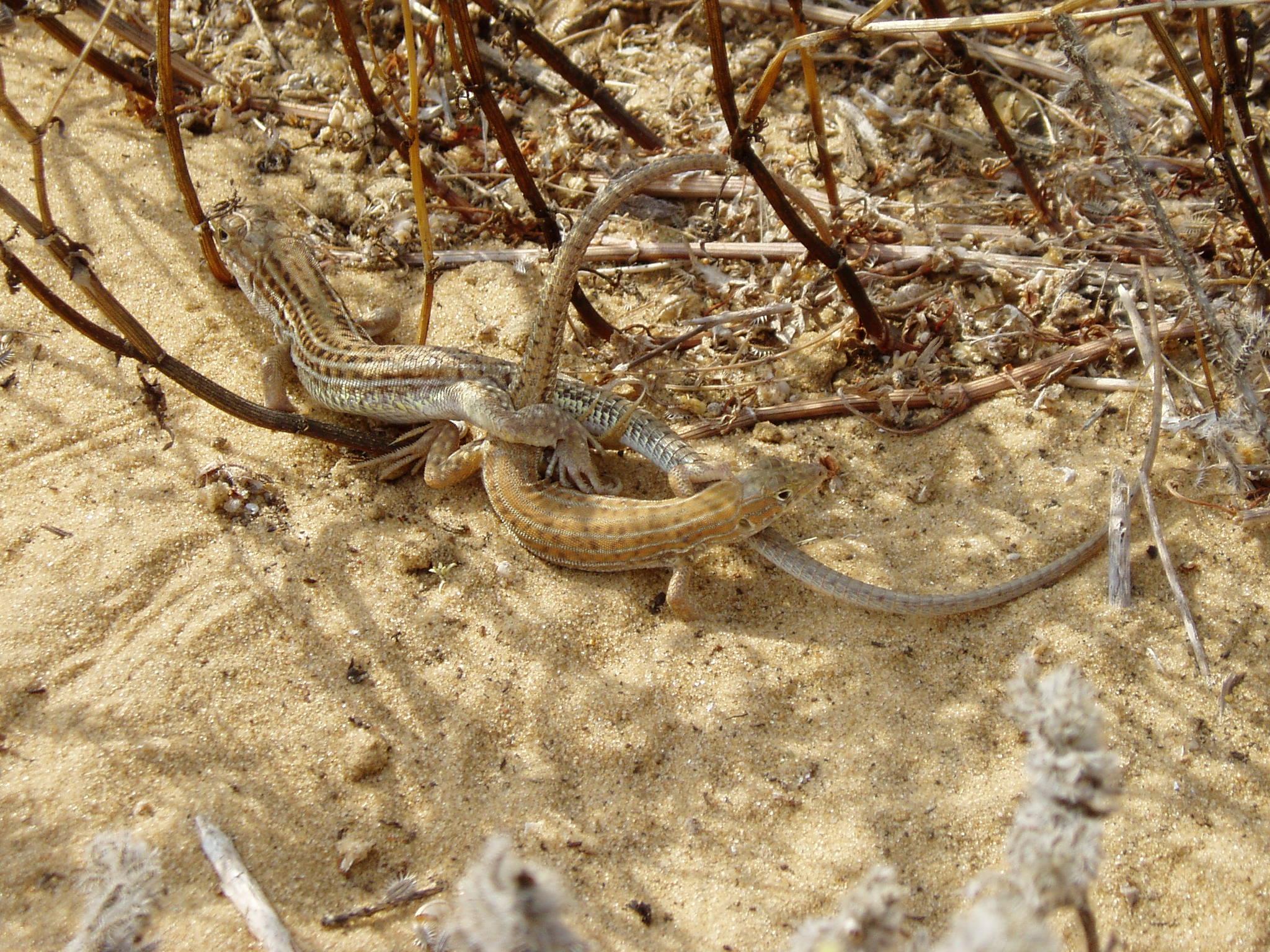
Спаривание Acanthodactylus schreiberi